# Hippocampus abdominalis
Hippocampus abdominalis  (лат.) — вид лучепёрых рыб семейства игловых (Syngnathidae). Распространены в прибрежных водах юго-востока Австралии и Новой Зеландии. Самый крупный представитель рода морских коньков, максимальная длина тела 35 см.

## Описание
Кожа голая (без чешуи), натянута на ряд костных пластин, которые образуют кольца вокруг туловища и хвоста. Туловищных колец 12—13; хвостовых колец 45—48. Твёрдая костная структура на голове (так называемая «корона») низкая, треугольной формы. Спинной плавник с коротким основанием и 25—33 мягкими лучами, поддерживается 4 туловищными и одним хвостовым кольцом. В анальном плавнике 4 мягких луча. В грудных плавниках 15—17 мягких лучей. Хвостовой и брюшные плавники отсутствуют.
Максимальная длина тела 35 см, но обычно до 18 см.